# The Sims 2: FreeTime
The Sims 2: FreeTime este al șaptelea expansion pentru seria The Sims 2, dezvoltat de Maxis în colaborare cu Electronic Arts. Jocul a fost lansat în prima jumătate a lui 2008 și propune descoperirea bucuriilor și pasiunilor din timpului liber al familiei Sims.
Fie că vor juca fotbal, vor face balet, vor construi trenulețe în miniatură sau vor restaura mașini adevarate, scopul familiei Sims este de a se simți bine și de a câștiga noi experiențe și prietenii. Jucătorii au ocazia să aleagă dintr-o sumedenie de hobbiuri, de la basket, fotbal, olărit, dans, restaurarea mașinilor și până la căutarea de noi stele si planete.
Odata ce membrii familiei Sims vor stapâni destul de bine o anumită activitate, aceștia vor putea să vândă obiectele pe care le fac sau vor putea să participe la concursuri de dans sau de gătit. Membrii familiei pasionați de jocuri video vor putea să exerseze în voie, având ocazia să intre în concurs cu alți adversari, intr-o inedita competitie de jocuri. Dupa ce membrii familiei vor excela într-un anumit hobby, noi apetituri le vor deschide calea către alte pasiuni.
Vor exista și activități de grup pentru a se putea petrece timp de calitate alături de familie sau de prieteni.